# Овенден, Грэм
Грэм Стю́арт О́венден (англ. Graham Stuart Ovenden, 11 февраля 1943, Нью-Олсфорд, графство Гэмпшир, Великобритания — 9 декабря 2022, Лискерд, Корнуолл, Великобритания) — английский иллюстратор, живописец, историк искусства, писатель и фотограф. В 1978 году был привлечён к судебной ответственности за изготовление подделок фотографий XIX века и продажу их на сумму 1140 фунтов стерлингов. Неоднократно в адрес работ Овендена высказывались обвинения в педофилии со стороны властей Великобритании и США, в 2009 году он был привлечён к суду в Великобритании по обвинению в создании непристойных изображений, но не был осуждён. В 2013 году Овенден был признан виновным по шести обвинениям в непристойном поведении с ребёнком и по одному обвинению в непристойном нападении на ребёнка. 9 октября 2013 года апелляционный суд приговорил его к тюремному заключению сроком на два года и три месяца. После осуждения художника некоторые музеи и галереи удалили его работы с официального сайта и из экспозиции. В 2015 году судья распорядилась уничтожить часть конфискованной личной коллекции картин и фотографий Овендена.
Грэм Овенден получил также известность как историк фотоискусства и автор целого ряда работ по иллюстрированию книг британских писателей. По его проекту был реконструирован старинный особняк в усадьбе Барли-Сплатт в местечке Бодмин-Мур на территории Корнуолла. Здание стало уникальным образцом архитектурной неоготики 1970-х годов в Великобритании.

## Биография

### Детство и юность
Грэм Стюарт Овенден родился 11 февраля 1943 года в Нью-Олсфорде в графстве Гэмпшир. Он вырос в фабианской семье, провёл детство, которое журналист газеты The Daily Mail назвал «идиллическим», на юге Англии. Другом семьи был сэр Джон Бетчем, поэт и писатель, один из основателей Викторианского общества. Отец Грэма Овендена был по профессии авиационным инженером, увлекавшимся механикой. Мальчик также сконструировал в детстве клавесин, но был очарован искусством: играл на пианино и рисовал в стиле британского художника XVIII века Томаса Гейнсборо. Сам художник впоследствии говорил, что в детстве был одинок, считал себя интровертом. Семья Овенденов не относилась к состоятельным, но уже в детстве будущий художник проявил страсть к коллекционированию: он приобретал граммофонные пластинки и начал собирать фотографии в возрасте 13 лет (уже будучи взрослым, Овенден собрал большую коллекцию снимков французского фотографа и художника XIX века Гюстава Ле Грея).
Грэм Овенден учился в гимназии с совместным обучением в Саутгемптоне в начале 1950-х годов. Будучи уже известным художником, он с благодарностью вспоминал своего учителя рисования, от которого получил первые познания в живописи. Большую роль в своём формировании как художника Овенден придавал подростковому увлечению книгами Чарльза Диккенса.
Овенден прошёл обучение в Школе искусств Саутгемптонского университета с 1960 по 1964 год и в Королевском колледже искусств с 1965 по 1968 год. Здесь он подружился с будущим основателем поп-арта художником Питером Блейком. Сам Овенден так оценивал свою учёбу: «Когда я поступил в колледж искусств, мне пришлось фактически отказаться от всего, чему я уже научился, но после этого я понял, что всё, чему ты научился сам, на самом деле было самым важным». Он говорил в интервью: «Я был деревенщиной, взирающим на великие башни города Лондона. Это противоположность видению ребёнка из Ист-Энда, взирающего на сельскую местность». Известно, что Овенден предпринял попытку отказаться от диплома об окончании Королевского колледжа. В учебном заведении была организована его персональная выставка, но она была запрещена руководством учебного заведения, предположительно, из-за изображения студентом обнажённой натуры. Близкие уговорили Овендена не устраивать скандал.

### Творческая зрелость и начало широкого признания в 1970-е годы
В 1975 году Овенден стал сооснователем группы художников, известной позже как Братство руралистов, или в переводе — «Братство сельских жителей». Для семи художников, создавших его, был характерен общий интерес к романтизму и сельской теме. Овенден прославился своими портретами молодых девушек (в его представлении они — своего рода «весна» человеческой жизни как составной части природы в широком смысле). Право Овендена на создание многочисленных откровенных изображений детей (часто без всякой одежды) отстаивалось коллегами-художниками, а интерес лондонской полиции к нему подвергался десятилетиями критике с их стороны.
Овенден опубликовал несколько книг об истории фотоискусства, развивавших тему изображения девушек, а с 1950-х годов (ещё в подростковом возрасте) начал публиковать собственные фотографии на эту тему. Он создал иллюстрации к книге Льюиса Кэрролла о приключениях Алисы в Стране чудес, к «Лолите» Владимира Набокова и «Грозовому перевалу» Эмили Бронте. Художник спроектировал дом в собственном поместье в Корнуолле, который представляет собой соединение оригинального замысла и традиционных стилей (викторианского, движения «Искусства и ремёсла»…). С 1970-х годов Овенден жил и работал в этом особняке, носившем название Барли-Сплатт (англ. Barley Splatt), в городе Бодмин-Мур.
В это время Овенден принимал участие в коллективных выставках, среди которых: «Алиса» в Галерее Виктора Уоддингтона в Лондоне (1970 год); выставки Братства руралистов в Королевской академии художеств. Он также демонстрировал свои работы на персональных выставках, в том числе в Галерее Пикадилли в Лондоне, где регулярно выставлялся с 1970 года. Работы Грэма Овендена находятся в коллекциях Современной галереи Тейт и Музея Виктории и Альберта, в музее Метрополитен в Нью-Йорке.

### Судебный процесс по делу о подделке фотографий Викторианской эпохи
В Национальной портретной галерее в Лондоне в 1974 году состоялась выставка фотографий уличных детей XIX века под названием «Камера и доктор Барнардо» (англ. «The Camera and Doctor Barnardo»). Она включала семь фотографий, созданных неким Фрэнсисом Хетлингом, ранее неизвестным из документов фотографом Викторианской эпохи. В ноябре 1978 года британская газета The Sunday Times опубликовала статью о скандале, который разразился в связи с этой экспозицией. Одна из посетительниц выставки узнала на представленной на выставке фотографии, якобы сделанной Хетлингом, знакомого ей ребёнка. Позже выяснилось, что Фрэнсис Хетлинг был мистификацией двух друзей: художника Грэма Овендена и фотографа Говарда Грея. Против Овендена и Грея был возбуждён судебный процесс, но они были оправданы. Выяснилось, что и Грей, и Овенден причастны к появлению фотографий Хетлинга. Первый отвечал за техническую сторону создания фотографий. Второй работал над готовыми снимками, превращая их в калотипы 1840-х годов.
Перед предоставлением на выставку 1974 года фотографии «Фрэнсиса Хетлинга» были отданы на экспертизу специалистам по фотоискусству в таких престижных центрах, как сама Национальная портретная галерея и аукционный дом Sotheby’s. Снимки были признаны подлинными. Истцом по делу о создании Фрэнсиса Хетлинга стал торговец фотографиями Эрих Соммер. Он требовал компенсации в размере 1140 фунтов стерлингов, которые он, по собственному утверждению, заплатил Овендену за 19 фотографий (по другой версии, их было только 10), сделанных никогда не существовавшим фотографом. Овенден заявил в суде, что цель мистификации заключалась не в получении крупной суммы денег, а в том, чтобы «показать истинный уровень тех, кто занимается искусством, тех, кто объявляет себя экспертами, ничего не зная, [и] тех, кто получает прибыль, превращая эстетические ценности в финансовые».

### Обвинения в создании непристойных изображений и сексуальных преступлениях
В 1991 году таможня США конфисковала коллекцию детских изображений Овендена «Состояние благодати». Сам Овенден резко негативно высказывался по отношению к США в СМИ. Он утверждал, в частности, что представители абстрактного экспрессионизма Джексон Поллок и Марк Ротко финансировались ЦРУ в конце 1950-х и в 1960-х годах. По его мнению, правительство считало, что необходима современная культура, способная стать альтернативой коммунистической идеологии и соцреализму. Для этого было избрано «сексуально нейтральное искусство», «которое связано с неврозами и уязвимостью психологии американца», — нефигуративное искусство. «Америка — фашистская страна», — утверждал Овенден в одном из интервью.
Следствие в отношении Овендена завершилось после заявления одной из девочек, засвидетельствовавшей, что она была моделью для художника с четырёхлетнего возраста, но он никогда не совершал по отношению к ней никаких сексуальных действий. В 1993 году сотрудники уже британской полиции прибыли в Барли-Сплатт и изъяли десятки коробок с фотографиями, а также видео и книги (первоначально было объявлено, что раскрыта сеть педофилов, в которую входили, кроме Овендена, такие известные деятели культуры, как художники Питер Блейк, Грэм Арнольд, Дэвид Иншо, фотограф Рон Оливер, однако конфискованные материалы не оправдали ожиданий полиции, они были возвращены владельцу и даже выставлены в одной из лондонских галерей — Akehurst, что позволило общественности самой судить, являются ли они непристойными). Его картины были также представлены на выставке «Обнажённая» в Галерее Уайт-Лейн в Плимуте (1994).
Сотрудники полиции беседовали с потенциальными жертвами — бывшими моделями художника. Модели, их родители и коллеги-художники вновь высказались в поддержку Овендена. Английский художник, график и фотограф, представитель поп-арта Дэвид Хокни написал президенту Королевской академии художеств: «Идея о том, что голые дети не красивы, кажется мне отвратительной». Подробно о событиях 1993 года рассказывается в главе «1993. Художник, который любил маленьких девочек» книги художественного критика и историка искусства, автора 15 книг Джона А. Уолкера «Искусство и возмущение: провокация, споры и визуальные искусства» (1999). Овенден был арестован в 1994 году, а затем выпущен под залог и находился под залогом два года, но следствие решило не предъявлять ему обвинения.
Полиция вернулась в середине 2000-х годов, снова конфисковав работы художника. В 2009 году Овенден предстал перед коронным судом Труро по обвинению в создании непристойных изображений детей, которые были найдены на его персональном компьютере. Дело не было завершено, в 2010 году его отклонил судья. В 2013 году Овенден был обвинён четырьмя своими бывшими девочками-моделями в жестоком обращении с ними в период между 1972 и 1985 годами. Преступления были совершены, когда Овенден фотографировал их в своей студии в Корнуолле и в своём бывшем доме в Лондоне. Были изъяты также два изображения сексуального насилия над детьми, которые были обнаружены полицией на компьютере Овендена. Он сознался, что создал их путём соединения изображений из порнографических журналов и собственных рисунков для проекта под названием «Сквозь тусклое стекло». Овенден сказал, что нашёл изображения «совершенно мерзкими», но они были продуктом не извращённого ума, а человека, стремящегося противостоять злу «ясными глазами».

### Судебный процесс по обвинению в педофилии
В апреле 2013 года Овенден был осуждён в коронном суде Труро за преступления (за одно непристойное нападение и шесть действий непристойного характера — англ. indecent assault and six counts of indecency), совершённые против девочек в возрасте от шести до четырнадцати лет. Он был оправдан по пяти обвинениям в непристойном нападении. Художник отрицал, что совершил насилие в отношении кого-либо из детей. Он утверждал, что стал жертвой охоты на ведьм и что его изображения запечатлевали детей в «состоянии благодати» (англ. «state of grace») и «невинности».
Овенден утверждал, что власти преследовали его с начала 1980-х годов, после того, как он создал изображения-мистификации, изображающие уличных детей Викторианской эпохи (именно тогда полиция впервые обратила на него пристальное внимание). Он отрицал, что злоупотреблял доверием кого-либо из своих молодых моделей, и утверждал, что его работы не являются непристойными. Он заметил, что «в мире искусства слава и позор — одно и то же», приведя в пример в беседе с корреспондентом газеты The Guardian Оскара Уайльда, и отмечал, что судебный процесс не затронул цены на его произведения, которые за три недели до судебного процесса были проданы с аукциона. Художник заявил: «Если бы [сейчас] Христос явился на Землю и произнёс свои знаменитые слова: „Пусть дети придут ко мне“, он, вероятно, был бы арестован как педофил и распят».
В июне 2013 года Овенден предпринял упреждающую атаку на судью, который должен был вынести ему приговор, утверждая, что тот имел репутацию «слишком часто выносящего смертные приговоры» (англ. «hanging judge»). Его тон изменился во время самого суда в Плимуте — он смиренно поблагодарил суд, когда судья Грэм Коттл объявил, что художник не будет отбывать срок в тюрьме. Судья принял точку зрения, что девочки не понимали истинной цели Овендена, «которая несомненно была сексуальной». Только во взрослом возрасте некоторые из них поняли, что стали его жертвами. Коттл, однако, принял во внимание такие факторы, как то, что на момент совершения преступлений, имевших место в 1970-х и 1980-х годах, ещё не существовали действующие ныне законы, защищающие детей от сексуального насилия, а также преклонный возраст Овендена, который больше не представляет угрозы для детей, отсутствие предыдущих судимостей и то, что он уже «низко пал в глазах общества» (англ. «steep fall from grace»). Овенден был приговорён к условному наказанию — двенадцать месяцев заключения с отсрочкой на два года. После суда в Плимуте Овенден отказался приносить извинения своим жертвам и пообещал обжаловать приговор.

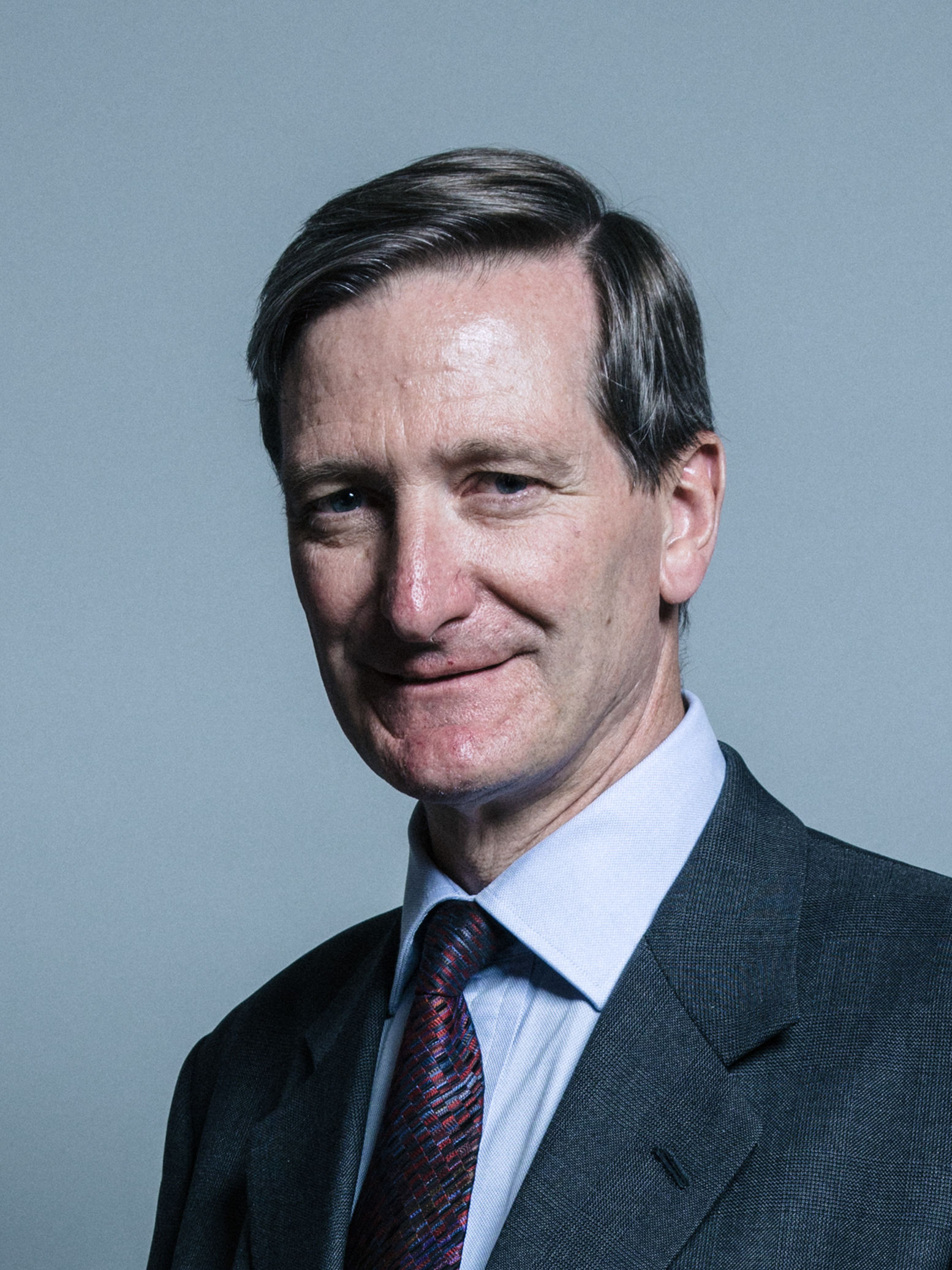
Доминик Грив, добившийся тюремного заключения для Овендена

С момента осуждения Овенден большую часть времени жил со своей сестрой в Уинчестере и продолжал рисовать. Следователи по делу Овендена были шокированы тем, что он избежал тюрьмы. Генеральный атторней (прокурор) Англии и Уэльса Доминик Грив потребовал пересмотра приговора Овендену после протеста активистов, работающих с детьми, подвергшимися насилию. Апелляционный суд отметил, что Грэм Овенден не проявлял никакого сожаления по поводу своих жертв и что ранее вынесенный приговор был «чрезмерно снисходительным». В этот раз Грэм Овенден был приговорён к заключению в тюрьму на два года и три месяца за сексуальные преступления против детей.
Грэм Овенден скончался 9 декабря 2022 года в возрасте 79 лет в городке Лискерд в Корнуолле

## Особенности творчества

### Живопись Овендена
Британский писатель и поэт Лори Ли так сказал о художнике: «Он, несомненно, — лучший детский портретист, изображающий детей с клинической точностью и психологическим пониманием, которое выходит за рамки простого знания и основано на некой примитивной форме сопереживания». В статье, посвящённой творчеству художника, он писал:

Будучи наиболее известным как художник и рисовальщик, он [Овенден] также вовлечён в создание музыки, поэзии, фотографии, дизайна и архитектуры. Овенден был инстинктивным и самостоятельным художником с самого начала; будучи ещё ребёнком, он заполнял альбом для рисования как воображаемыми рисунками, так и рисунками с натуры. Удивительно, но к двенадцати годам, услышав по радио Ванду Ландовскую, он сконструировал для себя приличный клавесин и роскошно украсил его. Вероятно, это — один из самых ранних примеров его особой одержимости — любви к гармонии, к свету и форме, которые он постоянно совершенствовал на протяжении многих лет. Он человек, который не только отражает мир, который он хочет видеть, но и создаёт на его основе утончённые и личные проекты.— Лори Ли. Введение к книге «Грэм Овенден»
Лори Ли также отмечал мастерство графики Грэма Овендена и глубокий смысл его работ: «Его карандашный рисунок может быть таким же лёгким, как паутинка… Грэм Овенден — это сложная загадка. Никто не похож на него. Он художник проницательной невинности, который до сих пор правит своим собственным островом». Ли связывал воздействие работы художника на зрителя с оригинальным видением окружающего мира, определял стиль Овендена как «романтический классицизм» с долей «умеренного реализма». Особенно он выделял изображения художником деревьев, «формы их корней и ветвей, окружённые сиянием листьев и света». Многие из его пейзажей, по мнению Ли, идиллические, другие — «несут таинственный отпечаток присутствия первого человека на этой земле». Среди влияний, сформировавших Овендена-художника, Лори Ли отмечал творчество Сэмюэля Палмера и Уильяма Блейка, а позже — Грэхема Сазерленда и Пола Нэша.
Профессор исторического факультета Оксфордского университета, содиректор Центра истории детства с 2003 года (до выхода на пенсию в 2013 году) Джордж Руссо утверждал, что «Овенден — прирождённый художник невероятной оригинальности». Культуролог напоминал: Овенден выставлял свои работы, в том числе портреты обнажённых детей, на выставке Королевской академии в Лондоне, а затем отправил их в тур по Англии. Ни в столице, ни в провинции эти картины не служили основанием для обвинения их автора в педофилии.
Доктор философии, профессор Университета Святого Лаврентия Сара Барбер настаивала, что Грэм Овенден видел в сельской девушке-подростке «пример чистой эстетической / изобразительной репрезентации и метафору проекции на смертность через образ „природы“». В связи с этим она упоминала о близости образов девственницы и весны в традициях европейской культуры.
Английский художественный критик Эдвард Люси-Смит в монографии «Искусство семидесятых» утверждал, что для искусства 1970-х годов в целом характерны «эротические образы, используемые ради них самих». Больше того, он считал, деятели искусства этого времени «отошли от того, что можно было бы назвать „сексом большинства“, и начали исследовать различные аспекты сексуальных отклонений». Одна из причин, по его мнению, — «модернистское стремление исследовать границы приемлемого». В рамках этого устремления он рассматривал и «викторианское восхищение девушками препубертатного возраста как сексуальными объектами… в картинах английского художника Грэма Овендена». Личным мотивом художника Люси-Смит считал увлечение Овендена викторианской фотографией и особенно создание личной коллекции детских фотографий XIX века, в состав которой входили и «вызывающие ассоциации обнажённые модели». Исследователь отмечал сходство творчества Овендена с картинами французского художника Бальтюса, но, по его мнению, работы британца более соответствуют духу 1970-х годов, благодаря сочетанию «элементов авангарда и ретроградности». Сексуальная откровенность его работ современна, а техника — прерафаэлитская. С точки зрения Люси-Смита, творчество и образ жизни Овендена и других руралистов являются попыткой возродить не только методы прерафаэлитов, но и ранний викторианский образ жизни.

Грэм Овенден. Питер и Джульетт Блейк, 1976

В 1976 году Овенден создал портрет «Питер и Джульетт Блейк». Полотно подписано инициалом художника «G» (англ. Graham) и датировано — «76» [год]. Техника — масляная живопись по холсту. Размер полотна — 122 × 91,7 см. Этот портрет был создан художником для первой выставки Братства руралистов в Королевской академии. Он является данью уважения другу и наставнику Овендена Питеру Блейку. После обучения в Школе искусств Саутгемптона Грэму была присуждена стипендия для обучения в Королевском колледже искусств, где он впервые встретил Блейка, оказавшего позже на его формирование как художника значительное влияние. Рядом с художником изображена его старшая дочь Джульетт Либерти Блейк в возрасте семи лет. Картина была неоднократно представлена на выставках: в галерее Арнольфини в Бристоле в апреле — мае 1981 года (№ 107 в каталоге), в Музее и художественной галерее Бирмингема (май — июнь 1981), в The Third Eye Centre в Глазго (июль — август 1981), Кэмденском художественном центре в Лондоне (август — сентябрь 1981), а также на выставке «Питер Нахум в галереях Лестера. Братство руралистов и прерафаэлиты» в Лондоне (июнь — июль 2005 года, № 11 в каталоге).
Художественный критик Хью Камминг отмечал в пейзажах Овендена умение передать реальность места с помощью рисунка и манипулирования цветом, а также тонкое ощущение духа сцены действия, в результате чего изображение природы становится намного бо́льшим, чем просто пейзаж. Краски его призрачные или романтические, носят поэтический и символический характер. Камминг писал, что интересно проводить параллели его картин как с литературной, так и с изобразительной английскими традициями романтизма. С точки зрения Камминга, важно, что Овенден ещё и поэт, проявляющий интерес к языческому мистицизму.

Грэм Овенден. Морской собор, 1983

В картине «[День] Всех Святых» (другое название полотна — «Морской собор», англ. «All Hallows» или англ. «The Sea Cathedral») 1983 года сюжет навеян одноимённым рассказом английского поэта и писателя, наиболее известного произведениями в жанрах сверхъестественной фантастики и детской литературы Уолтера Джона Де Ла Мара. Герой его с большим трудом поздним вечером добирается до отдалённого Собора. Некогда известный религиозный центр теперь пришёл в упадок и стал редко использоваться для богослужений. Странный смотритель собора ведёт путника по запущенному интерьеру. Он рассказывает об исчезновении настоятеля, который позднее был найден в тёмном углу. Священнослужитель сошёл с ума и плакал, он с того времени больше так и не пришёл в себя. Ослабление веры сделало собор слишком слабым, чтобы рассеять зловещие силы, которые всё больше и больше захватывают его. Морской собор, к которому прибывает путник в рассказе Де Ла Мара, на картине Овендена лежит на краю земли, он обращён к океану. Вдали виден луч света, направленный с небес вниз к глади волн. Церковь на картине — символ, она отделяет землю от моря и неба. В изображении присутствует некая тайна, которая характерна для многих других работ Грэма Овендена.
Сам Овенден утверждал, что его основная тема в живописи — пейзажи английской природы, но то, благодаря чему он стал известным, — изображения девочек. Идея непристойного изображения обнажённых детей была ему, со слов художника, якобы «отвратительной». Для доказательства Овенден цитировал Уильяма Блейка и Генри Джеймса. Он считал, что у древних греков и римлян не было проблем с наготой, она возникла, по его мнению, в эпоху кризиса иудео-христианского мира в XVII веке.

### Овенден и фотоискусство
Овенден начал работать над детской темой в серии картин и фотографий, которые он сделал с Питером Блейком в 1970 году на сюжет приключений Алисы Льюиса Кэрролла. В то время, как Блейк перешёл к другим сюжетам, Овенден решил углубиться в подсознание подростка в возрасте полового созревания, создав многочисленные картины и фотографии детей, обнажённых и одетых. Среди них были заказные портреты детей выдающихся родителей. В соответствии с Законом о защите детей 1978 года, в котором присутствуют слова «Лицо, создавшее или разрешившее сделать любую непристойную фотографию ребёнка», бывшие клиенты Овендена также подлежат судебному преследованию. Журналист The Independent в 1994 году допускал различные точки зрения на такие работы художника — как на обаятельные, китчевые, сентиментальные, отвратительные, даже неумелые, но отказывался признавать их непристойными, считая, что открытость и честность исчезли в «эпоху викторианского лицемерия». Викторианцы, по его мнению, игнорировали сложные сексуальные вопросы, возникающие у ребёнка. Фотографии и картины Овендена же дают возможность «изучения фундаментальных загадок» человека.
Среди фотографий, созданных Овенденом, Лори Ли выделял мрачные снимки беспризорников, сделанные в конце 1950-х годов в Ротерхите и Ист-Энде (серия была завершена только в 1964 году). Серию фотографий «Улицы детства» (англ. «Childhood Streets») Грэм Овенден создал, сам будучи подростком. Используя дешёвый фотоаппарат Kodak Brownie с фиксированным фокусом, он снимал других детей во время их игр. Как отмечал художественный критик, анализируя снимки Овендена, это было время, «когда автомобиль ещё не заставил детей покинуть улицы, и прежде, чем телевидение заманило их в закрытое помещение». Фотографии отличаются искренностью, спонтанностью, документальностью изображения, фиксируют, по словам критика, «собственную идентичность и собственный мир» ребёнка из рабочего класса.
Художественный критик и журналист Роберт Мелвилл писал, что Овенден пришёл к фотоискусству с непревзойдённым знанием монохромных шедевров Викторианской эпохи, у которых он перенял технику «тончайшего кьяроскуро». Его женские персонажи, однако, по мнению Мелвилла, в отличие от моделей викторианских фотографов являются наследницами борьбы за эмансипацию. Они уверены, что мир будет принадлежать им.
Британский арт-дилер, директор и соучредитель галереи Пикадилли Годфри Пилкингтон отмечал в статье для журнала Museum Management and Curatorship, что негативную роль в репутации Овендена сыграли именно его фотографии. Пилкингтон утверждал, что в фотографии есть что-то такое, что легко поддаётся осуждению. Если картина — результат длительного творческого процесса, то фотография может расцениваться просто как «грязный» снимок. Он писал в защиту Овендена:

Он рисует их [девочек] уязвимость и угрозу невиновности, и, конечно, они красивее и чаще выглядят лучше, чем маленькие мальчики. Он влюблён в свои сюжеты, как любой хороший художник, и его непревзойдённое мастерство неоспоримо. Его образы производят впечатление воздушного дыхания, которое внезапно принимает зримую форму на поверхности картины. Его критики забывают, что он делает то же самое со своими пейзажами, которые столь же многочисленны, как и его фотографии маленьких девочек. И в тех, и в других он показывает нам что-то глубоко переживаемое и любимое, чему угрожают невидимые и часто зловещие силы…— Годфри Пилкингтон. Закон: Мысли о Грэме Овендене
.
В одном из своих интервью Грэм Овенден утверждал, что всегда отказывается продавать свои фотографии, так как считает их чрезвычайно личными. При этом художник без особых сожалений продаёт свои картины. Он утверждал, что мог сделать карандашный рисунок, который при фотографировании выглядит в точности как фотографический снимок. Из-за резкого ухудшения зрения художник отказался от этой техники, но настаивал, что его работы сравнимы с рисунками Альбрехт Дюрера и Пабло Пикассо в техническом отношении. В 1990-е годы Овенден овладел техникой компьютерной графики, в своих работах стал практиковать сочетание изобразительных образов и стихов.

## Грэм Овенден — историк искусства
В 1972 году вышло первое издание книги Грэма Овендена в соавторстве с Джоном Дэвисом «Иллюстраторы Алисы в Стране Чудес и Зазеркалье». Вторым изданием она вышла в 1979 году. В богато иллюстрированной книге анализировались иллюстрации к сказкам Льюиса Кэрролла от выполненных самим писателем до созданных в стиле поп-арта современниками исследователей.
В 1973 году Овенден издал книгу, посвящённую творчеству двух пионеров шотландской фотографии Дэвиду Октавиусу Хиллу и Роберту Адамсону. Рецензент из престижного журнала Leonardo отмечал, что введение, написанное Мариной Хендерсон, слишком кратко, а сама книга страдает недостатком внимания к деталям, поэтому производит «впечатление излишне поспешной компиляции». Автор книги предлагает минимум текста, но, с точки зрения рецензента, это позволяет читателям внимательно рассмотреть достаточно качественные репродукции фотографий, приведённых в ней.
Грэм Овенден одним из первых историков искусства обратил внимание на творчество фотографа Викторианской эпохи леди Клементины Гаварден. В 1974 году он посвятил ей книгу, вышедшую одновременно в Лондоне и Нью-Йорке. В рецензии на книгу обозреватель журнала Victorian Studies Билл Джей, однако, писал, что, хотя «приятно найти публикацию, посвящённую относительно малоизвестной личности в фотографии XIX века», сам он остался недоволен качеством воспроизведения старинных фотографий и маленьким размером вступительного текста Грэма Овендена (менее двух страниц), в связи с чем в нём отсутствует даже необходимая информации о биографии фотографа. Рецензент на основе знакомства с книгой Овендена сделал опрометчивое замечание: «…сомнительно, что Гаварден когда-либо станет важной фигурой [в истории фотоискусства]».
Среди других книг, изданных в разное время художником, присутствуют следующие: «Дети Викторианской эпохи» (в соавторстве с Робертом Мелвиллом, 1972), «Фотографии Альфонса Мухи» (1974), «Викторианский альбом: Джулия Маргарет Камерон и её окружение» (1975), «Нимфетки и феи: три викторианских иллюстратора детских книг» (1976), «Аспекты Лолиты» (1976) и другие. Оценивая работы искусствоведов 1970-х годов и относя к ним в первую очередь книги Овендена, преподаватель Университета Торонто Алан Томас в своём обзоре научной и научно-популярной литературы по фотоискусству Викторианской эпохи писал: «По мере развития интереса к викторианской фотографии большинство этих книг, которые служат предварительным исследованием этой области и её возможностей, неизбежно будут вытеснены. Наблюдается заметное развитие истории фотоискусства, к которому, вероятно, присоединятся историки культуры и литературоведы». Исследователь (специалист в области эротики, порнографии и истории проституции), галерист, архивист и издатель Александр Дюпуи отмечал слабую компетентность авторов книги «Викторианская эротическая фотография» Грэма Овендена и Питера Мендеса в теме, которую они выбрали для своей книги. С иронией он писал, что, несмотря на название, книга «фактически состояла из произведений парижского происхождения».

## Личная жизнь

### Семья
Жена художника — Энни Овенден, урождённая Гилмор. Она получила частное образование в Королевской школе Уонстеда, училась в Школе искусств Уикома с 1961 по 1965 год, получив диплом книжного иллюстратора и графического дизайнера. Она работала графическим дизайнером и художником в Лондоне в течение нескольких лет до переезда в Корнуолл в 1973 году. В 1975 году сэр Питер Блейк предложил ей присоединиться к группе из семи единомышленников, впоследствии эту группу назвали «Братством руралистов».
Энни Овенден преподавала рисование в течение семнадцати лет в Службе образования взрослых в Северном Корнуолле. В Великобритании прошли её персональные выставки, она является почётным членом Юго-Западной Академии изящных и прикладных искусств. Художница проектировала театральные декорации в течение четырёх лет работы в Хэмпстед Гарден Опера. Среди её работ: постановки «Волшебной флейты» Вольфганга Амадея Моцарта, оперы «Гензель и Гретель» Энгельберта Хумпердинка, «Травиаты» Джузеппе Верди и оперы немецкого композитора-романтика Фридриха фон Флотова «Марта». Наиболее известна художница своими картинами, изображающими пейзажи Корнуолла. Её работы находятся во многих частных коллекциях по всему миру и появляются в различных публикациях.
У супругов было двое детей — сын Эдмунд (по профессии архитектор) и дочь. Дочь Энни и Грэма Овенденов Эмили — писательница и певица, выступавшая в ансамбле Mediæval Bæbes и симфо-метал-группе Pythia. В интервью 2013 года она рассказывала газете The Guardian, что отец часто фотографировал её в раннем детстве. Маленькие дети тогда часто бегали обнажёнными… Эти фотографии, по её мнению, «никогда не были связаны с сексом».

### Поместье в Бодмин-Муре

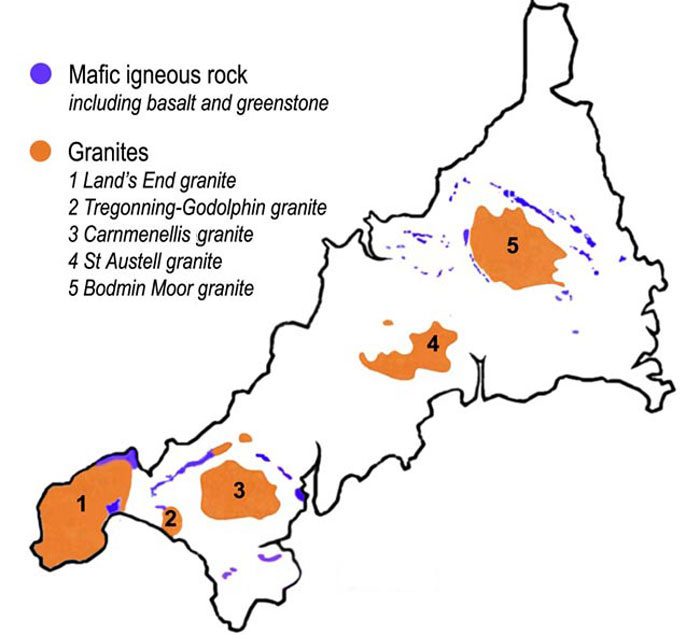
Бодмин-Мур на карте Корнуолла (под цифрой 5)

Мартин Джонсон. Поместье в Бодмин-Муре на 1985 год

Барли-Сплатт, дом супругов в Бодмин-Муре в Корнуолле (приобретён Овенденами в 1974 году), был эксцентричным местом — неоготическое творение, построенное из местного гранита с башенками и щелевидными окнами. Вокруг него располагались 22 акра земли с буковыми зарослями и ручьём. Овенден и его жена Энни приглашали к себе в поместье художников, писателей и музыкантов. Детей просили позировать для Овендена: иногда в современной одежде, иногда в викторианских костюмах, которые художник хранил для переодевания, но часто в обнажённом виде. Овенден представлял свой дом как новый Эдем — место, где дети могли жить так, как задумано природой, без ограничений современного мира.
В 1985 году художник и архитектор Мартин Джонсон, помогавший Овендену в работе над его особняком, сделал рисунок, изображающий здание, для британского еженедельного глянцевого журнала Country Life. Здание похоже на замок и является «единственным примером современного дома в стиле неоготики в Англии». Оно занесено в список лучших образцов архитектуры 1970-х годов в Великобритании. Овенден сам осуществил перестройку приобретённого им особняка, опираясь на традиции Уильяма Бёрджесса, Чарльза Ренни Макинтоша и Уильяма Морриса. На одной из внешних стен Овенден вырезал из гранита три огромных арбалета и болты к нему. На стенах присутствуют бордюры из каррарского мрамора, арки и большие арочные окна. «Фасад дома больше выдержан в стиле модерн, но по мере того, как вы перемещаетесь по дому, он постепенно становится всё более готичным», — утверждала Энни Овенден. В интерьер дома были вмонтированы архитектурные раритеты, в том числе богато украшенная металлическая балюстрада из монастыря Святой Маргариты в Ист-Гринстеде, а также мебель, сделанная для Палаты лордов. В 2008 году особняк оценивался в 925 000 фунтов стерлингов.
Авторы статьи о поместье в сборнике «100 особняков 100 лет», вышедшем в Великобритании в 2017 году, отмечали, что здание нелегко классифицировать — «это не столько постмодернизм, сколько выдающийся образец готического возрождения». Они считали его свидетельством серьёзного интереса к викторианской готике, поощряемого Викторианским обществом в 1960-х годах. По утверждению авторов, дом был создан целым коллективом авторов: Грэмом Овенденом, его женой Энни и архитектором Мартином Джонсоном. Даже к 2017 году здание оставалось незаконченным.
В 2013 году Овенден заявил, что Барли-Сплатт был «украден» у него после развода женой и сыном. Он утверждал, что находится в затруднительном материальном положении и что у него нет «ни гроша».

## Судьба работ художника и его коллекции
После осуждения Грэма Овендена Музей Виктории и Альберта удалил более половины из принадлежащих ему 14 работ Овендена со своего веб-сайта, а Британская галерея Тейт — 34 его картины из своей онлайн-коллекции (позже были возвращены изображения трёх абстрактных пейзажей художника), его работы в самом собрании Тейт перестали быть доступными для посетителей по предварительной записи.
В октябре 2015 года в британских СМИ и несколько позже в научных публикациях появилось сообщение, что судья Элизабет Роско из городского суда Хаммерсмита проводит экспертизу конфискованной полицией коллекции картин из мастерской Овендена (в неё входили его собственные произведения, а также принадлежащее Овендену собрание работ современных художников, среди которых присутствуют картины Питера Блейка и Дэвида Бейли) для определения соответствия их критерию «пристойности», в противном случае они должны подлежать уничтожению. Писательница и телеведущая Джанет Стрит-Портер сравнила эту акцию со средневековой охотой на ведьм. Овенден назвал заседание суда по вопросу о конфискации его коллекции в соответствии с разделом 5 Закона о защите детей от 1978 года «настоящим фарсом». Судья вынесла приговор об уничтожении ряда работ из коллекции Овендена (в том числе фотографий девушек, сделанных французским писателем и художником Пьером Луисом в 1860—1870-х годах, а также снимков немецкого фотографа Гульельмо Плюшова), мотивируя это тем, что, по её мнению, художественные достоинства не наделяют «произведения искусства своего рода иммунитетом от непристойности». Она заявила: «У меня очень мало сомнений в том, что сексуальное удовлетворение, по крайней мере, — одна из причин, по которым мистер Овенден создал эти изображения»; «Я не судья искусства или художественных достоинств (англ. «I am no judge of art or artistic merit»). Я оцениваю изображения на основе признанных стандартов приличия, которые существуют сегодня».

### Комментарии
1. ↑  Полный вариант: «Приносили к Нему и маленьких детей, чтобы Он благословлял их. Увидев это, ученики стали прогонять этих людей. Но Иисус, подозвав детей, сказал: „Пусть дети приходят ко Мне, не препятствуйте им, ибо Царство Божие — для таких, как они. Поверьте Мне, кто не примет Царство Божие, как дитя, не войдёт в него“» (Лк. 18:15–17).
2. ↑  Искусствовед Патрисия Холланд писала, что личная коллекция викторианской фотографии Грэма Овендена послужила поводом для выдвижения против него обвинения в членстве в организации, распространяющей в сети детскую порнографию[41].
3. ↑  Историк культуры, профессор Джордж Руссо отмечал, что авторы книги скрупулёзно комментируют, где это возможно, не только достоинства фотографов, но и их натурщиков. При этом они делают вывод: «Многие — и девочки, и мальчики — настолько эротичны и соблазнительны, что выходят за рамки приличия». По мнению исследователя, Овенден и Мелвилл не стали бы публиковать подобные комментарии в 1972 году, если бы чувствовали их неуместность: «Они пишут, чтобы разделить своё восхищение [с читателем] юношеской „невинностью“ и „красотой“». Руссо утверждал, что «наши читатели были бы шокированы [этими] изображениями, которые мы считаем [теперь] неуместными»[42]: на открытке Александра Бассано[англ.] мальчик и девочка в возрасте около пяти лет страстно целуются, заключив друг друга в объятья, на другом снимке изображена Мэри Симпсон, проститутка 10 лет на четвёртом месяце беременности (она работала на панели к этому времени уже два года), известная своим современникам как миссис Берри[43].